# Chetia gracilis
Chetia gracilis är en fiskart som först beskrevs av Greenwood, 1984.  Chetia gracilis ingår i släktet Chetia och familjen Cichlidae. IUCN kategoriserar arten globalt som livskraftig. Inga underarter finns listade i Catalogue of Life.